# Lotus 76
Lotus 76 je Lotusov dirkalnik Formule 1, ki je bil v uporabi v sezoni 1974. Zasnovali so ga Colin Chapman, Tony Rudd in Ralph Bellamy kot nadgradnjo uspešnega dirkalnika Lotus 72, poganjal ga je motor Ford Cosworth DFV, imel je spremenjeno aerodinamiko, lažjo šasijo, daljšo medosno razdaljo ter ožjo in nižjo šasijo. Dirkalnik je imel tudi zadnje krilce bi-plane, kar naj bi povečalo podtlak na zadnjem delu dirkalnika in stabilnost dirkalnika. Tudi zaradi elektronske sklopke, ki je prehodnik modernih polavtomatskih menjalnikov v današnjih dirkalnikih Formule 1, kar naj bi teoretično pospešilo prestavljanje, je dirkalnik Lotus 76 veljal za tehnološko naprednega. Poleg tega pa je dirkalnik po obliki dajal vtis elegance. Vzmetenje in zavorni sistem je bil prenesen iz dirkalnika Lotus 72. Razvoj dirkalnika je plačal sponzor John Player Special, zato so bile šasije poimenovane npr. John Player Special Mk I. 
Po začetnih testih sta se Ronnie Peterson in Jacky Ickx pritoževala, da nista dobila pravega občutka za dirkalnik in da jima je povzročala težave elektronska sklopka. Menjalnik je bil zato spremenjen, toda dirkača sta vztrajala, da je klasična sklopka boljša rešitev. Naleteli so tudi težave pri vgradnji motorjev, kar je vodilo v mehanične okvare in neuravnoteženost dirkalnika. Po dirki za Veliko nagrado Španije sta Peterson in Ickx vztrajala, da bi raje dirkala s starim modelom Lotus 72, s katerim sta se bila borila za naslov prvaka. Chapman je odgovoril z nadgradnjo dirkalnika Lotus 76B z večjimi stranskimi hladilnimi odprtinami za boljše hlajenje, toda tudi moštvo je sčasoma sprejelo dejstvo, da je bil Lotus 76 korak v napačno smer, opustilo projekt in ponovno dirkalno z dirkalniki Lotus 72.